# 朝日町 (富山縣)
朝日町（日语：／ Asahi machi */?）為位於日本富山縣最東端的行政區劃，轄區東部、南部為屬於飛驒山脈後立山連峰的山區，東側以境川與新潟縣為界，主要市區位於西北側小川右岸的平原地區。

## 人口
| 朝日町人口分布圖 |                                               |  |
| 朝日町與日本全國年齡別人口分布比較圖 （2005年資料） | 朝日町的年齡、男女別人口分布圖 （2005年資料） |  |
| ■紫色是朝日町 ■綠色是全国 | ■藍色是男性 ■紅色是女性                       |  |
| 朝日町人口變化 \| 1970年 \| 19,311人 \| \| \| 1975年 \| 19,083人 \| \| \| 1980年 \| 18,631人 \| \| \| 1985年 \| 18,819人 \| \| \| 1990年 \| 17,569人 \| \| \| 1995年 \| 17,007人 \| \| \| 2000年 \| 15,915人 \| \| \| 2005年 \| 14,700人 \| \| \| 2010年 \| 13,651人 \| \| \| 2015年 \| 12,246人 \| \| \| 2020年 \| 11,081人 \| \| |                                               |  |
| 資料來源：日本總務省統計中心提供之人口普查數據 |                                               |  |
| 1970年 | 19,311人                                      |  |
| 1975年 | 19,083人                                      |  |
| 1980年 | 18,631人                                      |  |
| 1985年 | 18,819人                                      |  |
| 1990年 | 17,569人                                      |  |
| 1995年 | 17,007人                                      |  |
| 2000年 | 15,915人                                      |  |
| 2005年 | 14,700人                                      |  |
| 2010年 | 13,651人                                      |  |
| 2015年 | 12,246人                                      |  |
| 2020年 | 11,081人                                      |  |

## 歷史
本地過去在令制國時代屬於越中國新川郡，在12世紀時後曾由宮崎氏所統治，並在此地的城山建有宮崎城，由於地處越中國接鄰越前國之處，在15世紀後成為上杉氏侵入越中國的前線。
16世紀末以後成為前田氏加賀藩的領地，由於依然是加賀藩藩領最東端的邊界，加賀藩在城山東側靠近境川處設立境關所負責邊界的管理,同時在城山西側的平原區域則形成了宿場町。
19世紀末明治維新實施廢藩置縣後改隸屬金澤縣，在1871年的第一次府縣整併後被劃入新設立的新川縣，不過在1876年的第二次府縣整併中，隨著新川縣被併入由原金澤縣更名而成的石川縣，最後在1883年過去原屬越中國的區域才再次從石川縣中分割出，設立為富山縣。
1889年日本實施町村制，現在的朝日町轄區在當時分屬野中村、大家村、山崎村、南保村、五箇村、泊町、宮崎村、境村共八的行政區劃，除野中村外的七個町村在1954年合併為朝日町，野中村則在三個月後隨之併入。

### 變遷表
| 1889年4月1日 | 1912年 - 1944年 | 1945年 - 1954年           | 1955年 - 1989年         | 1989年 - 現在           | 現在                    |
| ------------ | --------------- | ------------------------- | ----------------------- | ----------------------- | ----------------------- |
| 舟見町       | 舟見町          | 舟見町                    | 1959年1月1日 併入入善町 | 1959年1月1日 併入入善町 | 1959年1月1日 併入入善町 |
| 野中村       | 野中村          | 1954年11月20日 併入朝日町 | 1959年1月1日 併入入善町 | 1959年1月1日 併入入善町 | 1959年1月1日 併入入善町 |
| 野中村       | 野中村          | 1954年11月20日 併入朝日町 |                         |                         |                         |
| 大家村       | 大家村          | 1954年8月1日 合併為朝日町 | 朝日町                  | 朝日町                  | 朝日町                  |
| 山崎村       |                 | 1954年8月1日 合併為朝日町 | 朝日町                  | 朝日町                  | 朝日町                  |
| 南保村       |                 | 1954年8月1日 合併為朝日町 | 朝日町                  | 朝日町                  | 朝日町                  |
| 五箇村       |                 | 1954年8月1日 合併為朝日町 | 朝日町                  | 朝日町                  | 朝日町                  |
| 泊町         |                 | 1954年8月1日 合併為朝日町 | 朝日町                  | 朝日町                  | 朝日町                  |
| 宮崎村       |                 | 1954年8月1日 合併為朝日町 | 朝日町                  | 朝日町                  | 朝日町                  |
| 境村         |                 | 1954年8月1日 合併為朝日町 | 朝日町                  | 朝日町                  | 朝日町                  |

## 行政

### 歷任首長
| 屆         | 任            | 姓名     | 上任日期      | 卸任日期      | 備註                     |
| ---------- | ------------- | -------- | ------------- | ------------- | ------------------------ |
|            |               | 魚津龍一 | 1986年6月13日 | 1990年6月12日 |                          |
|            | 1990年6月13日 | 魚津龍一 | 1994年6月12日 |               |                          |
|            | 1994年6月13日 | 魚津龍一 | 1998年6月12日 |               |                          |
|            | 1998年6月13日 | 魚津龍一 | 2002年6月12日 |               |                          |
|            | 2002年6月13日 | 魚津龍一 | 2006年6月12日 |               |                          |
|            | 2006年6月13日 | 魚津龍一 | 2010年6月12日 |               |                          |
|            |               | 脇四計夫 | 2010年6月13日 | 2014年6月12日 | 於選舉中擊敗原任町長當選 |
|            |               | 笹原靖直 | 2014年6月13日 | 2018年6月12日 | 於選舉中擊敗原任町長當選 |
|            | 2018年6月13日 | 笹原靖直 | 現任          |               |                          |
| 參考資料： |               |          |               |               |                          |

## 交通

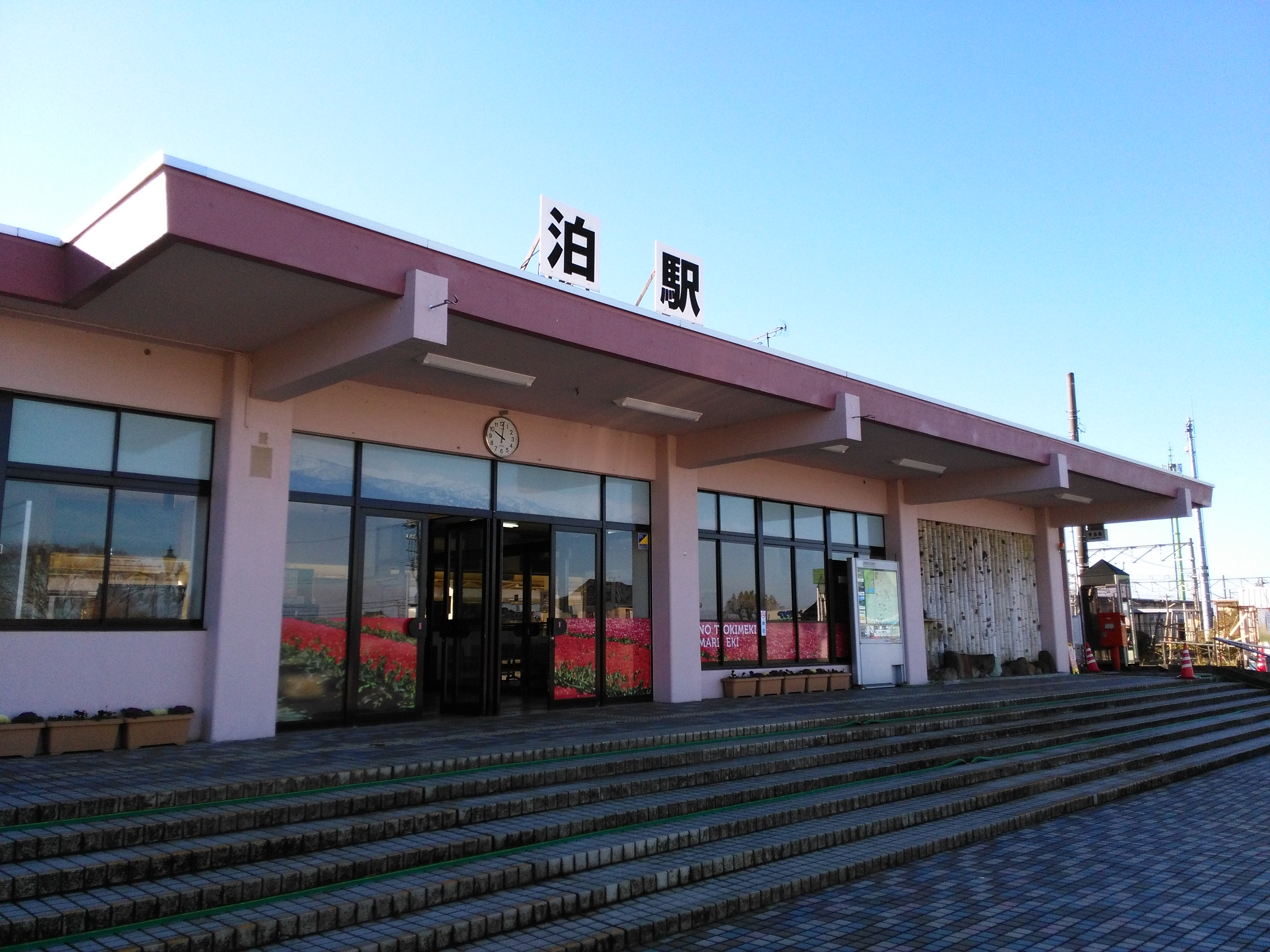
泊車站

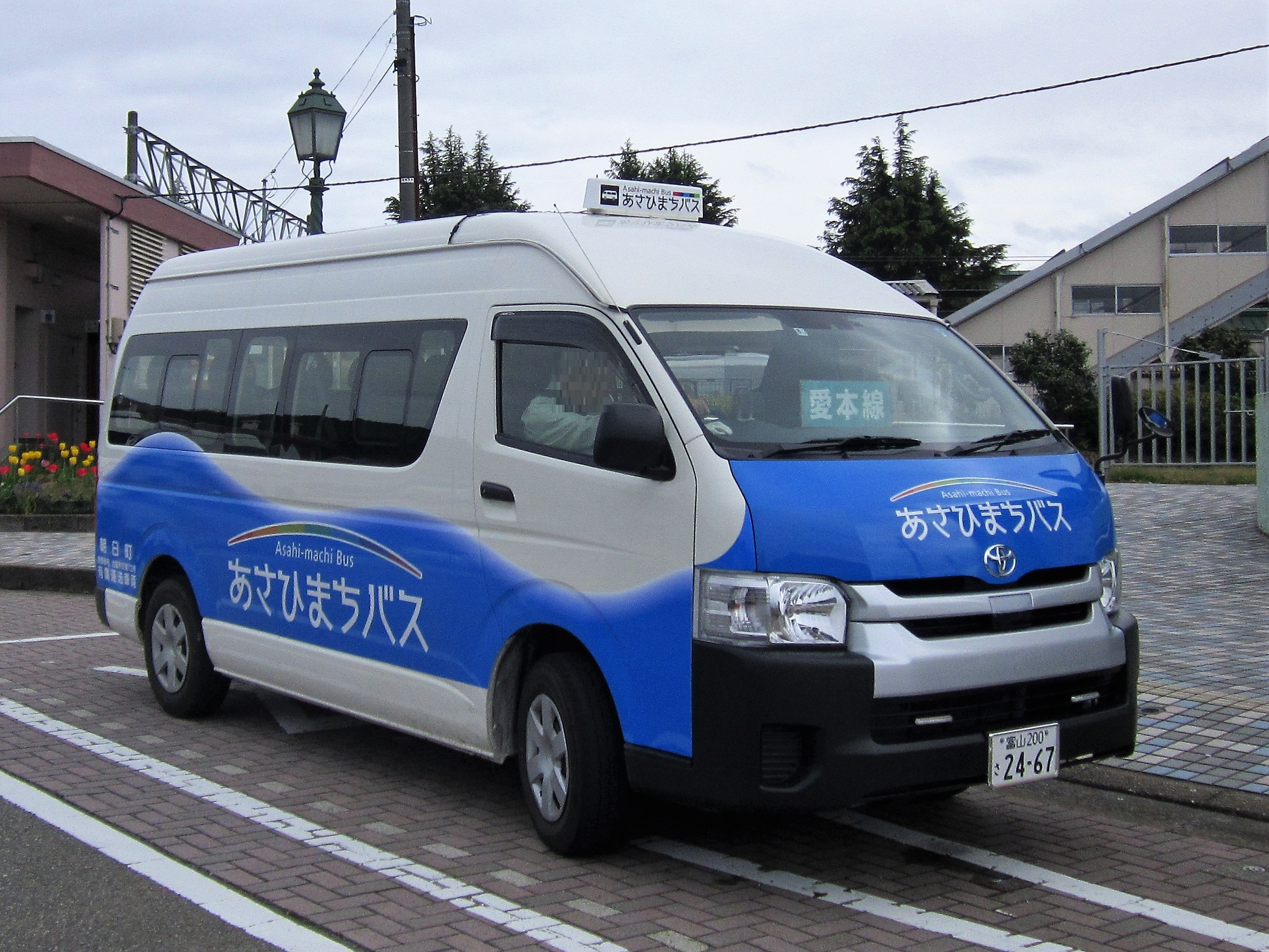
朝日町巴士

鐵路愛之風富山鐵道線以東西向自主要市區中通過，在市區內也設有泊車站，自泊車站搭乘火車約需45分鐘可抵達富山車站，抑或可往反方向經越後心動鐵道的日本海翡翠線在半小時內抵達糸魚川車站。
高速公路北陸自動車道則是自主要市區南側通過，並設有朝日交流道，朝日交流道同時也是中日本高速道路和東日本高速道路的管轄分界，包含交流道本身，以西屬於中日本高速道路管轄，以東則是屬於東日本高速道路。
町內的路線則是由町營的「朝日町巴士」負責，以泊車站為中心，共開設有九條路線，另外也有採預約的快車巴士，可供町民往返町內至位於黑部市的黑部宇奈月溫泉車站。

### 鐵路
- 愛之風富山鐵道
  - 愛之風富山鐵道線：（←入善町） - 泊車站 - 越中宮崎車站 - （糸魚川市）

### 公路
高速公路
- 北陸自動車道：（入善町） - 朝日交流道 - 越中境休息區（日语：越中境パーキングエリア） - （糸魚川市）

## 觀光資源
位於宮崎地區至境地區之間一段長約四公里的沙灘被稱為宮崎・境海岸，過去由於此段沙灘上可見到翡翠的原石，故又被稱作「翡翠海岸」；由於海水水質良好，此處海水浴場被日本環境省選入「快水浴場百選」，大日本水產會也將此地列入「日本的沙灘百選」。

## 姊妹、友好城市

### 日本
- 釜石市（岩手縣）
在19世紀末至20世紀初期間，曾有當時在朝日町本地的漁民遷移至現在的釜石市從事漁業，兩地因此結緣至今，並在1984年締結為友好城市。[11]

## 本地出身的名人
- 細川嘉六（日语：細川嘉六）：新聞工作者，曾任參議院議員。
- 梅津榮（日语：梅津栄）：演員。
- 左幸子：女演員。
- 左時枝（日语：左時枝）：女演員。
- 山根青鬼（日语：山根青鬼）：雙胞胎漫畫家（兄）。
- 山根赤鬼：雙胞胎漫畫家（弟）。

## 外部連結
- （日語） 富山県朝日町的Facebook專頁
- （日語） 朝日町觀光協會官方觀光情報網站 （页面存档备份，存于）